# Nino Fuscagni
Nino Fuscagni (eigentlich Serafino Fuscagni; * 12. September 1937 in Città di Castello; † 19. Juli 2018 in Rom) war ein italienischer Schauspieler.

## Leben
Fuscagni absolvierte das Centro Sperimentale di Cinematografia, das er 1960 erfolgreich abschloss. Es folgten zunächst Nebenrollen als Jugendlicher, Student oder unglücklich Verliebter, wofür ihn sein gutes Aussehen und sicheres, natürliches Auftreten vor der Kamera prädestinierten. Er konnte jedoch niemals den Status des vielversprechenden Schauspielers verlassen; in zumeist kleineren, schmal budgetierten Genrefilmen spielte er auch unter Pseudonymen wie Juri McFee, John Drake und Ray Scott. Nach Mitte der 1970er Jahre konzentrierte sich Fuscagni, der zuvor auch in einigen Fernsehproduktionen zu sehen war, auf Bühnenengagements, die er seit Beginn seiner Karriere angenommen hatte. Ab 1991 war er regelmäßig in erfolgreichen Fernsehproduktionen zu sehen, mehr und mehr unter seinem Geburtsnamen.

## Filmografie (Auswahl)
- 1960: Labbra rosse
- 1960: Ursus – Rächer der Sklaven (Ursus)
- 1964: Ursus und die Sklavin des Teufels (Ursus il terrore dei Kirghisi)
- 1965: Herr Major, zwei Flaschen melden sich zur Stelle (I due sergenti del generale Custer)
- 1965: Uccidete Johnny Ringo
- 1966: 3 Kugeln für Ringo (Tre colpi di Winchester per Ringo)
- 1966: Schneller als 1000 Colts (Thompson 1880)
- 1968: Auf die Knie, Django (Black Jack)
- 1972: Una colt in mano al diavolo
- 1987: Farewell Moskau (Mosca addio)
- 1991: Das Pferd seiner Träume (Il ritorno di Ribot) (Fernseh-Miniserie)
- 2011: Dreamland: La terra dei sogni